# Comme Vullesse Ancor
 (mai 2025).
Si vous disposez d'ouvrages ou d'articles de référence ou si vous connaissez des sites web de qualité traitant du thème abordé ici, merci de compléter l'article en donnant les références utiles à sa vérifiabilité et en les liant à la section « Notes et références ».
 (novembre 2022).
Comme Vulesse Ancor est un single de Natale Galletta sorti en 2002.
C'est la première chanson de l'album Nel Caldo Letto Dell'Amore.